# سونهوا-دونگ
سونهوا-دونگ (به لاتین: Sunhwa-dong) یک منطقهٔ مسکونی در کره جنوبی است که در Jung District واقع شده‌است.